# Varggården
Varggården är en stadsdel i nordvästra Falun, Dalarnas län, i närheten av Slätta, Herrhagen och Stenslund. Området byggdes på sent 1970-tal och består av villor av olika utseende.